# Mike Boddé
Michael George (Mike) Boddé (Rotterdam, 14 januari 1968) is een Nederlands pianist, voormalig cabaretier en stemmenimitator.

## Biografie
Mike Boddé kreeg op jonge leeftijd pianoles van Rie Kool (1906-1977). Toen hij negentien jaar was, reisde hij naar de Verenigde Staten om daar jazz te leren spelen. Nadat hij teruggekeerd was in zijn geboorteplaats Rotterdam, ging hij naar het conservatorium en studeerde vervolgens Chinees in Leiden. Na deze studie ging hij samen met studiegenoot Thomas van Luyn cabaret maken. Ze wonnen in 1991 het Groninger Studenten Cabaret Festival en daarna ook het Amsterdams Kleinkunst Festival. Ze gingen verder als Ajuinen en Look, maar door hevige depressies was Boddé enkele jaren niet in staat op te treden. Daarna keerde hij terug als soloartiest. Over zijn depressie schreef Boddé het boek Pil.
Bekend bij het grote publiek werd Boddé vanwege zijn optreden in het Nederlandse televisieprogramma Kopspijkers, uitgezonden door de VARA. Naast de barman zonder naam met paardenstaart en Rotterdamse tongval imiteerde hij onder anderen Henk van Dorp, Billy Joel, René Froger, André Hazes, drs. P, Saddam Hoessein, Ferry Hoogendijk, Hans Liberg, Hilbrand Nawijn, Harry Mens en Mohammed Saïd al-Sahaf. Ook schreef hij de deuntjes voor de Kopspijkers-parodie BZN in Bagdad. Nadat Jack Spijkerman in 2005 overstapte naar Talpa, verhuisde Boddé mee naar het vergelijkbare programma van Spijkerman bij die zender, genaamd Koppensnellers. Boddé was hierin muzikaal begeleider bij vreemde instrumenten en imitator van bijvoorbeeld Ivo Opstelten.
Boddé en Van Luyn presenteerden van 2005 tot 2009 wekelijks een entertainmentquiz, De Mike & Thomas Show, later onder de naam De Mega Mike & Mega Thomas Show. Deze VARA-show kreeg in 2007 de Beeld en Geluid Award in de categorie Amusement. In januari 2007 bracht Boddé tegelijkertijd twee cd's uit: Het Land, met dezelfde titel als een van zijn cabaretprogramma's, en Drift. In december 2008 startte hij in samenwerking met actrice Hadewych Minis een nieuw liedjesprogramma: Gelukkig met Hadewych en Mike. En in 2010 speelde hij enkele rollen in Van Zon op Zaterdag.
In 2016 trok Boddé zich terug uit de cabaretwereld. Sindsdien richt hij zich alleen nog op het maken van muziek, tot 2023 was hij huispianist in de tv-programma's Podium Witteman en Podium klassiek. Daarnaast vormde hij sinds 2015 met pianist Mike del Ferro het pianoduo Mike Kwadraat.

## Theaterprogramma's
- 1995: De fiets van Marleen (als Ajuinen en Look)
- 2000: Hè ja, mmm fijn (solo)
- 2002: Alles is kampioen (solo)
- 2004: Het land (solo)
- 2004-2006: Ajuinen en Look (met Thomas van Luyn)
- 2007: De Mike & Thomas Kerstrevue (met Thomas van Luyn)
- 2008: C3: 3D (met Onno Innemee en Kees Torn)
- 2008-2009: Gat in een notendop (met Ineke van Klinken) in Theater Walhalla, Katendrecht, Rotterdam, een show over en voor Rotterdammers
- 2008-2010: Gelukkig met Hadewych en Mike (met Hadewych Minis)
- 2009-2010: Seks, drugs en hoog-barok (met Thomas van Luyn)
- 2011: Pil, naar aanleiding van het door hem geschreven boek over zijn jarenlange depressies, met zijn band The Win-Win Situation voor de rest bestaande uit Marcel Serierse (drums), Tom Beek (saxofoon), Udo Pannekeet (bas) en Wim Bronnenberg (gitaar)
- 2012: Wil je in ons groepje?, onder de naam C3 (met Onno Innemee en Jelka van Houten)
- 2012: De nieuwe Mike & Thomas Kerstrevue (met Thomas van Luyn, Frits Lambrechts en Babette van Veen)
- 2018: Mike Kwadraat (met Mike del Ferro)

## Andere activiteiten
- Vormde met Onno Innemee en Klaas van der Eerden (later vervangen door Kees Torn) in het voorjaar van 2004 het gelegenheidstrio C3.
- Componeerde zowel voor Onno Innemee als voor Kees Torn een enkel liedje.
- Is componist van onder meer reclamemuziek en kinderliedjes.
- Schreef, componeerde en zong in het seizoen 2006/2007 tweewekelijks een liedje voor het radioprogramma Andermans Veren overeenkomstig het thema van de uitzending.
- Spreekt stemmen in voor tekenfilms en reclames.
- Speelde piano bij Shocking Blue-zangeres Mariska Veres in het 'Mariska Veres Shocking Jazz Kwintet'.
- Te zien in 2011 in de documentaire "Pavlov". De documentaire gaat over zijn depressie.
- Speelde in 2011 en 2012 typetjes in de eerste twee seizoenen van het televisieprogramma Kanniewaarzijn.
- Was in 2013 gast in twee afleveringen van het RTV Rijnmond-programma De Groot en grote Rotterdammers.
- Was in 2014, 2015 en 2016 te zien in het televisieprogramma Cojones.
- Van 2015 tot 2023 vaste pianist, met vaak een eigen 'column' in het televisieprogramma Podium Witteman (met Paul Witteman en Floris Kortie), en - nadat Witteman met het programma stopte - in Podium Klassiek (met Floris Kortie en Dieuwertje Blok).
- Sprak de stem van Leo in de gelijknamige Netflix-film uit 2023 in.
- Deed in 2024 mee aan het 23e seizoen van De Slimste Mens.
- In het najaar van 2024 vertolkte Boddé de rol van Jaap in de bioscoopfilm Opa Cor.
- Had in 2024 een gastrol als dirigent David en de date van Cheryl Morero in Gooische Vrouwen
- In 2024 verzorgde Boddé de muziek van de bioscoopfilms Dikkie Dik en de verdwenen knuffel en Dikkie Dik 2: Een nieuwe vriend voor Dikkie Dik.[3]
- In november 2024 vertolkte Boddé de rol van Edwin in de bioscoopfilm De z van zus.

## Discografie
- 1998: Tinka's Toverreis (kinderliedjes bij het kinderboek Ontdek techniek... natte voeten, droge voeten van Suzanne Klinkhamer (tekst) en Barbara Mulderink (illustraties), ISBN 9076233837)
- 1999: Het Ultieme Terugblik met Kees Torn en Frank van Pamelen
- 2001: Nieuwe Waterweg (bijlage bij "Breng mij naar Rotterdam terug - deel 2")
- 2001: Hè ja mmm fijn
- 2007: Drift
- 2007: Het Land
- 2008: Gelukkig met Hadewych en Mike met Hadewych Minis
- 2009: Stukken met Thomas van Luyn
- 2023: Kerst In Rome